# 钱树根
钱树根（1939年3月29日—），江苏无锡石塘湾天授村人。中国人民解放军上将。

## 生平
1985年12月至1987年6月，钱树根在担任某集团军军长期间，曾率部参加云南两山战役等边境防御战争，战功突出。1988年9月，被授予少将军衔。1992年11月，任兰州军区参谋长。1994年12月后，任中国人民解放军总参谋长助理、副总参谋长，晋升为中将，2000年6月被授予上将军衔。
中共第十三屆、十四屆中央候補委員，第十五屆、十六屆中央委員。